# Andreas Rosendahl
Andreas Cristian Rosendahl (født 1864 - død 7. januar 1909) var en dansk skakspiller.
Han vandt i København i 1895, tog 4.-plads i Stockholm i 1897 ved det første nordiske mesterskab (NM), hvor Sven Otto Svensson vandt, og fik en delt 3.-4.-plads i København i 1899 (2. NM, Jørgen Møller vandt).